# Randia martinicensis
Randia martinicensis là một loài thực vật có hoa trong họ Thiến thảo. Loài này được (Urb.) Standl. miêu tả khoa học đầu tiên năm 1934.